# مامایی (گرگان)
مامایی، روستایی است از توابع بخش مرکزی شهرستان گرگان در استان گلستان ایران. فاصله این روستا تا شهر حدود 5 کیلومتر است 
روستاهای هم جوار این روستا کریم آباد سیستان محله می‌باشد
شغل اکثر افراد در این روستا کشاورزی و دام پروری است 
این روستا زمین های حاصلخیز دارد. محصولاتی مانند برنج ، گندم ، ذرت، گوجه فرنگی، خیار، و سبزیجات کشت میشود.

## جمعیت
این روستا در دهستان انجیرآب قرار داشته و براساس سرشماری سال ۱۳۸۵جمعیت آن ۴۷۸ نفر (۱۱۷ خانوار) بوده است.